# Plebiscyt Przeglądu Sportowego 1929
4. Plebiscyt Przeglądu Sportowego na najlepszego sportowca Polski zorganizowano w 1929 roku.

## Wyniki
1. Stanisław Petkiewicz - lekkoatletyka (131 582 pkt.)
2. Bronisław Czech - narciarstwo (123 784)
3. Stanisława Walasiewicz - lekkoatletyka (82 718)
4. Stefan Kostrzewski - lekkoatletyka (79 007)
5. Kazimierz Gzowski - jeździectwo (78 012)
6. Józef Stefański - kolarstwo (77 964)
7. Tadeusz Adamowski - hokej na lodzie (51 319)
8. Antoni Cejzik - lekkoatletyka (50 900)
9. Jan Górny - boks (22 869)
10. Kazimierz Bocheński - pływanie (21 201)